# Gattierung
Unter Gattierung (Gattierungsoptimierung) versteht man in der Gießerei die Zusammenstellung des Schmelzmaterials, welches anschließend im Schmelzofen eingeschmolzen wird. Die Gattierung ist notwendig, um eine möglichst genaue chemische Zusammensetzung des späteren Gusswerkstoffs zu erreichen, ohne dabei viele Zutaten zugeben zu müssen. Das Ergebnis wird in einer Gattierungsliste festgehalten, die somit wie eine Stückliste funktioniert.
Voraussetzung hierfür ist eine genaue Kenntnis der chemischen Analyse der Rohmaterialien, in der Regel sind diese Roheisen, Stahlschrott und Kreislaufmaterial. Anhand dieser wird errechnet, zu welchen Anteilen diese in den Ofen gegeben werden müssen, um die gewünschten Eigenschaften des Werkstoffes zu erreichen.
Soll die Zusammenstellung kostenoptimiert erfolgen, muss eine Gattierungsoptimierung vorgenommen werden. Dazu werden die benötigten Mengen an Rohmaterialien wie beispielsweise Stahlschrott oder Roheisen mittels mathematischer Verfahren so berechnet, dass die gewünschten Eigenschaften des Werkstoffes mit möglichst kostengünstigen Rohstoffkombinationen erreicht werden. Dafür ist eine genaue chemische Analyse der Rohmaterialien notwendig. Die mathematische Berechnung wird mittels spezieller Software zur Gattierungsoptimierung vorgenommen.
Als Gattierung wird auch die Summe aller Mahlkörper in einer Trommelmühle bezeichnet.
Unter Gattieren versteht man in der Baumwollspinnerei das Mischen verschiedener Ballen oder Baumwollsorten.